# Keputih
Keputih is een bestuurslaag in het regentschap Soerabaja van de provincie Oost-Java, Indonesië. Keputih telt 19.581 inwoners (volkstelling 2010).